# Nagroda Grammy w kategorii Best Rap Performance by a Duo or Group
Nagroda Grammy w kategorii Nagroda Grammy w kategorii Best Rap Performance by a Duo or Group przyznawana była w latach 1991–2011, tak samo jak nagrody w kategorii siostrzanej, Best Rap Solo Performance.

## XXI wiek
- Nagroda Grammy w 2011
  - Jay-Z & Swizz Beatz za „On to the Next One”
- Nagroda Grammy w 2010
  - Eminem, Dr. Dre & 50 Cent za „Crack a Bottle”
- Nagroda Grammy w 2009
  - Jay-Z, T.I., Kanye West & Lil Wayne za „Swagga Like Us”
- Nagroda Grammy w 2008
  - Common & Kanye West za „Southside”
- Nagroda Grammy w 2007
  - Chamillionaire & Krayzie Bone z Bone Thugs-n-Harmony za „Ridin’”
- Nagroda Grammy w 2006
  - The Black Eyed Peas za „Don’t Phunk with My Heart”
- Nagroda Grammy w 2005
  - The Black Eyed Peas za „Let’s Get It Started”
- Nagroda Grammy w 2004
  - P. Diddy, Murphy Lee & Nelly za „Shake Ya Tailfeather”
- Nagroda Grammy w 2003
  - OutKast & Killer Mike za „The Whole World”
- Nagroda Grammy w 2002
  - OutKast za „Ms. Jackson”
- Nagroda Grammy w 2001
  - Dr. Dre & Eminem za „Forgot About Dre”
- Nagroda Grammy w 2000
  - The Roots & Erykah Badu za „You Got Me”

## Lata 90. XX wieku
- Nagroda Grammy w 1999
  - Beastie Boys za „Intergalactic”
- Nagroda Grammy w 1998
  - Puff Daddy, Faith Evans & 112 za „I’ll Be Missing You”
- Nagroda Grammy w 1997
  - Bone Thugs-n-Harmony za „Tha Crossroads”
- Nagroda Grammy w 1996
  - Mary J. Blige & Method Man za „I’ll Be There For You/You’re All I Need”
- Nagroda Grammy w 1995
  - Salt-N-Pepa za „None of Your Business”
- Nagroda Grammy w 1994
  - Digable Planets za „Rebirth of Slick (Cool Like Dat)”
- Nagroda Grammy w 1993
  - Arrested Development za „Tennessee”
- Nagroda Grammy w 1992
  - DJ Jazzy Jeff & the Fresh Prince za „Summertime”
- Nagroda Grammy w 1991
  - Big Daddy Kane, Ice T, Kool Moe Dee, Melle Mel, Quincy Jones III & Quincy Jones za „Back on the Block”